# Loresztán tartomány

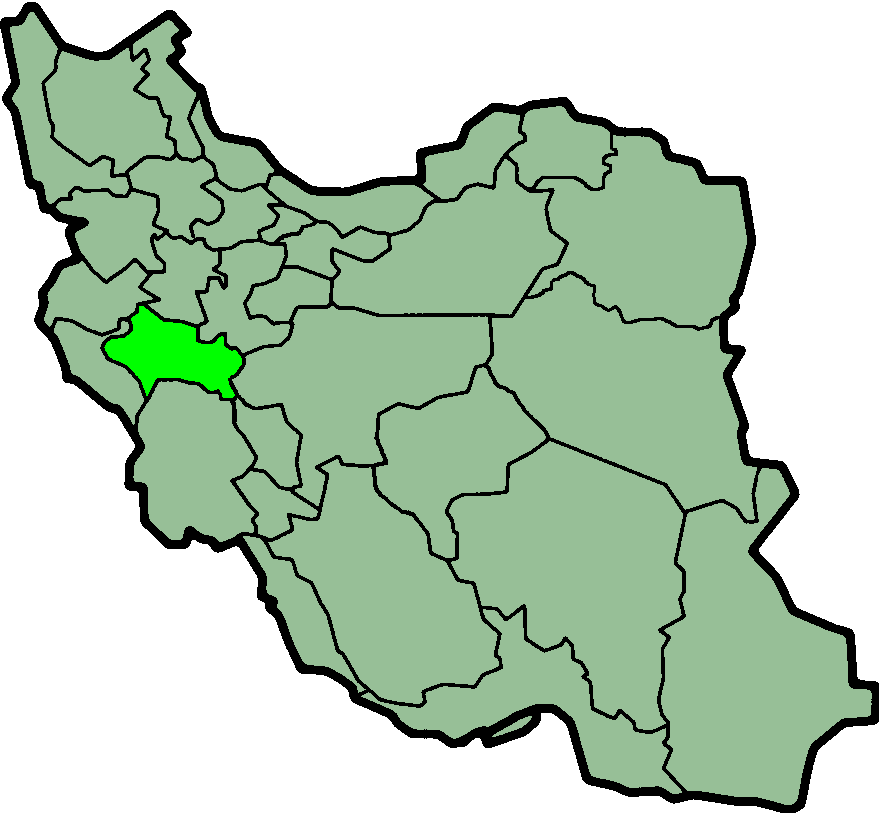
Loresztán tartomány elhelyezkedése Iránban

Loresztán vagy Lurisztán tartomány (perzsául استان لرستان [Ostân-e Lorestân]) Irán 31 tartományának egyike az ország középső részén. Északnyugaton Kermánsáh, északon Hamadán, északkeleten Markazi tartomány, keleten Iszfahán tartomány, délen Huzesztán tartomány, nyugaton pedig Ilám tartomány határolja. Székhelye Horramábád városa. Területe 28 294 km², lakossága 1 689 650 fő.

## Közigazgatási beosztás
Loresztán tartomány 2011 novemberi állás szerint 11 megyére (sahrasztán) oszlik. Ezek: Aligudarz, Azná, Borudzserd, Delfán, Dorud, Csegeni, Horramábád, Kuhdast, Poldohtar, Rumeskán, Szelszele.

## Fordítás
- Ez a szócikk részben vagy egészben  a(z)   استان‌های ایران című perzsa Wikipédia-szócikk ezen változatának fordításán alapul.  Az eredeti cikk szerkesztőit annak laptörténete sorolja fel. Ez a jelzés csupán a megfogalmazás eredetét és a szerzői jogokat jelzi, nem szolgál a cikkben szereplő információk forrásmegjelöléseként.